# Пен (остров)
Пен (фр. Île des Pins, на языке канаков Kunyié) — остров в Тихом океане недалеко от острова Гранд-Тер. Входит в состав заморской территории Франции Новая Каледония. Административно является частью коммуны (муниципалитета) Остров Пен Южной провинции.

## География
Площадь острова составляет 152,3 км². Длина — 15 км, ширина — 13 км. Остров Пен расположен к юго-востоку от острова Новая Каледония и примерно в 100 км к юго-востоку от города Нумеа. Высшая точка — пик Нга (262 м).
Климат тропический. Наиболее тёплые месяцы — ноябрь—март (температура варьируется от 22 до 31 °C). С декабря по апрель часто случаются штормы.

## История
Остров был открыт в 1774 году английским путешественником Джеймсом Куком во время его второго кругосветного путешествия. Мореплаватель назвал его Островом Сосен (англ. Isle of Pines) в честь местного дерева лат. Araucaria columnaris. В 1840-х годах на острове Пен появились протестантские и католические миссионеры, а также торговцы сандалом. В 1853 году Франция завладела островом, а в 1872 году остров Пен стал французской исправительной колонией.

## Население
В 2009 году численность населения острова Пен составляла 1969 человек, при этом подавляющее большинство (около 95 %) составляли коренные жители острова — канаки. Действует аэропорт. Единственное поселение острова — деревня Вао, в которой есть школа, церковь, больница, магазины, почта. Официальный язык на острове Пен — французский, хотя у островитян есть и свой местный язык. На острове развит туризм, в том числе, дайвинг. В прибрежных водах обитает большое количество тропических рыб.
Традиционно население острова делится на восемь племён: гаджи (Gadji), вапан (Wapan), тоуэте (Touete), оуатчиа (Ouatchia), юоувату (Youwaty), вао (Vao), комагна (Comagna), кере (Kere). У каждого из племён есть свой вождь, который подчиняется верховному вождю всего острова.

## Галерея

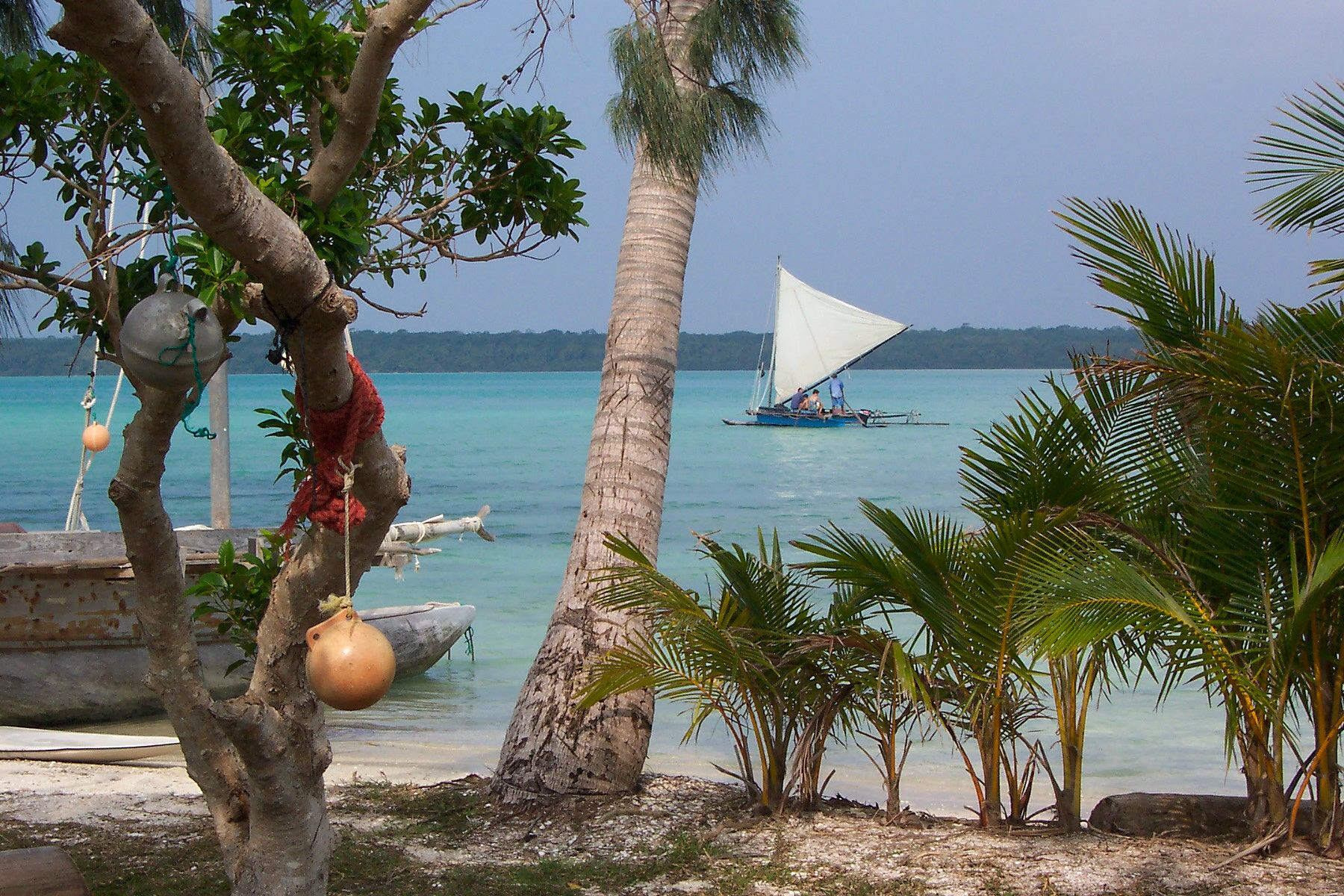
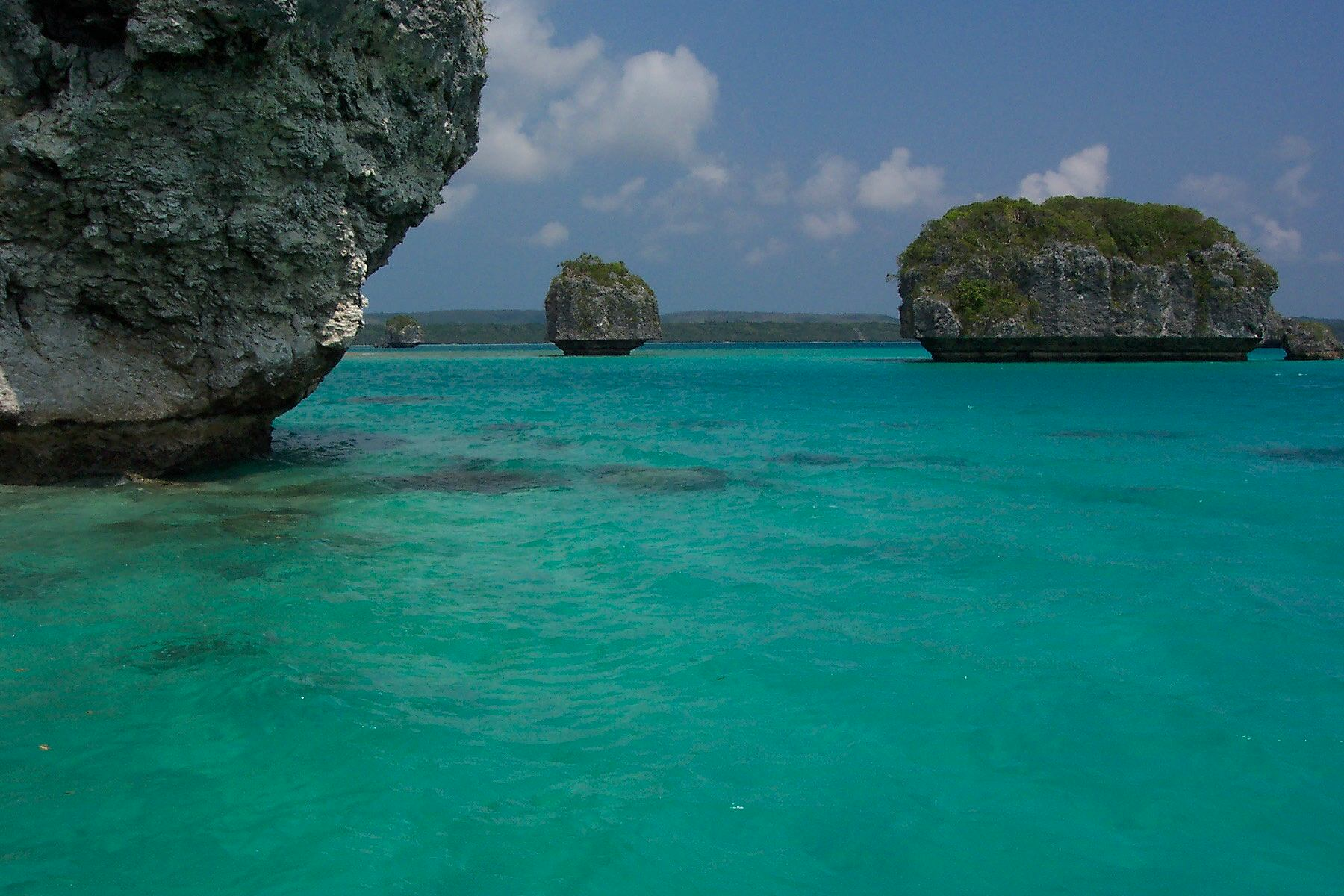
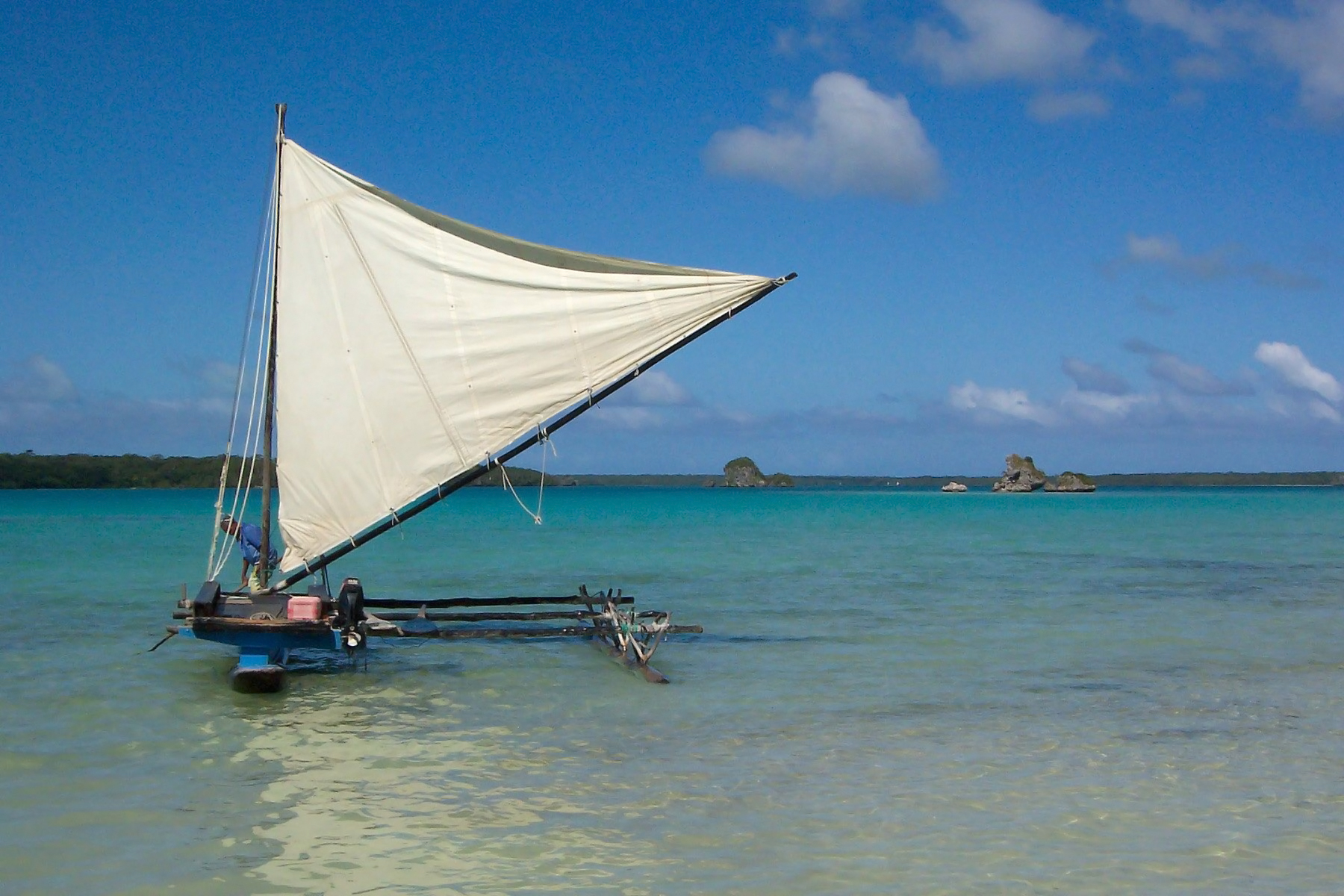
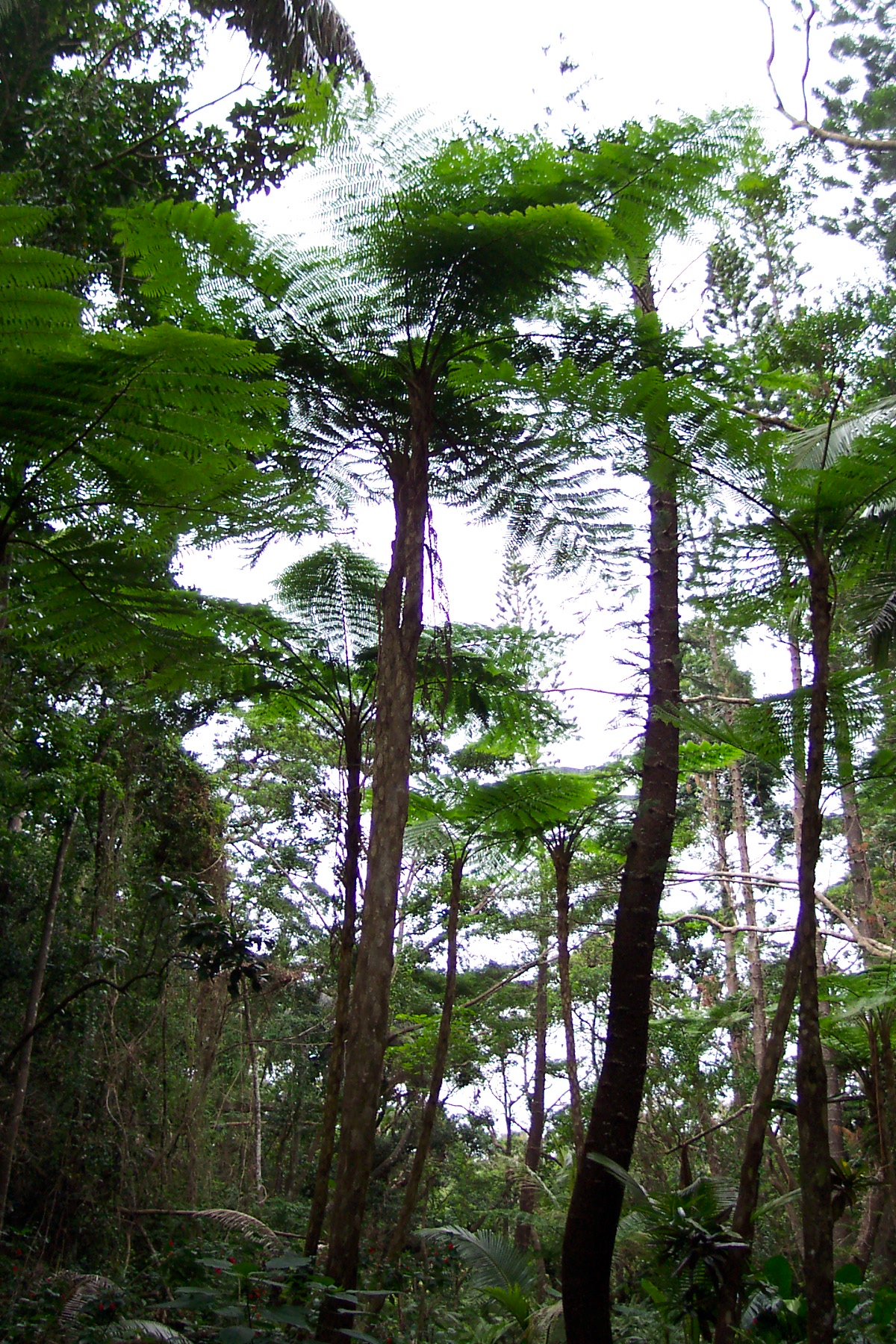